# Kenneth Halliwell
Kenneth Leith Halliwell (ur. 23 czerwca 1926 w Bebington, zm. 9 sierpnia 1967 w Islington) – brytyjski aktor, pisarz i kolażysta. Jego nazwisko jednak zapisało się w historii za sprawą jego związku z Joe Ortonem, którego był kochankiem, w początkowej fazie związku także mentorem, a w końcu i jego mordercą.

## Życiorys
Urodził się w Bebington. Halliwell wychował się w podzielonym domu. Właściwie był ignorowany przez swojego ojca, a matka była nadopiekuńcza i rozpuszczała syna. Gdy miał 11 lat był świadkiem jej śmierci od użądlenia osy w rodzinnym domu. Żył w samotności (relacje z ojcem były słabe), a jego życie było pozbawione szczególnych wydarzeń. Do momentu śmierci ojca, co wydarzyło się gdy miał 23 lata. Pewnego dnia Halliwell znalazł swojego ojca martwego. Popełnił on samobójstwo wkładając głowę do gazowego piecyka. Gdy Halliwell stwierdził, że ojciec nie żyje, zajął się czynnościami gospodarskimi, i dopiero potem zadzwonił na pogotowie.
To w Royal Academy of Dramatic Arts (RADA – Królewska Akademia Sztuki Aktorskiej) w 1951 poznał Ortona, człowieka dzięki któremu jego nazwisko stało się później rozpoznawalne. Obaj byli aktorami próbującymi wypłynąć, ale nie posiadającymi specjalnie dużego talentu, którzy stali się próbującymi wypłynąć pisarzami. Wspólne zainteresowania sprawiły, że związali się ze sobą (obaj byli orientacji homoseksualnej). Halliwell, we wczesnych latach, pełnił pewnego rodzaju rolę mentora wobec Ortona, który miał duże braki w edukacji. Halliwell też odegrał wielką rolę w kształtowaniu się stylu pisarskiego Ortona, nazwanego później „Ortonesque” (ortoneską). Obaj mężczyźni współpracowali nad kilkoma powieściami, włącznie z "The Boy Hairdresser", które nie zostały opublikowane aż do ich śmierci. W 1962, razem z Ortonem został wtrącony do więzienia na sześć miesięcy za kradzież i zniszczenie książek z biblioteki dzielnicy Islington (w ramach kawału, Orton i Halliwell przerabiali w domu okładki książek i odstawiali je z powrotem do biblioteki, lecz ich proceder władzom nie wydał się zabawny).
Coraz większe sukcesy Ortona jako pisarza, po ich wyjściu z więzienia, rozdzielały tę dwójkę; wprowadzały dystans który Halliwell ciężko znosił. Do końca życia Halliwell regularnie brał środki antydepresyjne.

## Śmierć
9 sierpnia 1967 Halliwell zabił Ortona dziewięcioma uderzeniami młotka w głowę, a następnie popełnił samobójstwo przedawkowując lek nasenny o nazwie Nebutal. Mimo zadanych ran, to Halliwell umarł pierwszy. Ciała mężczyzn odkryto następnego ranka, gdy szofer przyjechał do ich mieszkania na Noel Road w londyńskiej dzielnicy Islington zabrać Ortona na spotkanie, na którym miano omawiać szczegóły scenariusza, który Orton pisał dla Beatlesów.
Wiadomość pożegnalna pozostawiona przez Halliwella mówiła, że wyjaśnienie jego czynów zostanie odnalezione w pamiętnikach Ortona: „Gdy przeczytacie jego pamiętnik, wszystko będzie jasne. KH PS. Zwłaszcza ostatnią część”. Uważa się, że to odniesienie do rozwiązłego życia seksualnego, które prowadził Orton; jego pamiętnik zawiera niezliczone opisy anonimowego seksu w toaletach i parkach i szczegóły innych seksualnych związków.

## Dzieła
- The Protagonist (ok. 1949), niewystawiona i nieopublikowana sztuka o Edmundzie Keanie.
- The Silver Bucket (1953), The Mechanical Womb (1955), The Last Days of Sodom (1955), powieści napisane wspólnie z Ortonem, wszystkie nieopublikowane i obecnie zaginione
- Priapus in the Shrubbery (1959), powieść, nieopulikowana, obecnie zaginiona
- Lord Cucumber and The Boy Hairdresser, powieści, napisane wspólnie z Ortonem, opublikowane w 2001.